# Gábor A. Somorjai

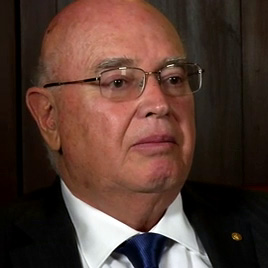
Gábor A. Somorjai (2001)

Gábor Arpad Somorjai (* 4. Mai 1935 in Budapest, Ungarn; † 7. Juli 2025) war Professor an der University of California, Berkeley und einer der führenden Forscher auf dem Gebiet der Oberflächenchemie.

## Leben und Werk
Somorjai war Sohn jüdischer Eltern. Mit der Hilfe von Raoul Wallenberg, der der Familie schwedische Pässe ausstellte, entkam die Familie der Einweisung in ein Konzentrationslager.
Nach dem Krieg studierte Somorjai ab 1956 Chemieingenieurwesen an der Universität Budapest. Als Teilnehmer des Ungarischen Volksaufstands verließ er Ungarn nach dem Einmarsch der sowjetischen Truppen und emigrierte in die Vereinigten Staaten. Er schrieb sich an der University of California, Berkeley ein, wo er 1960 promovierte. Nach einer Beschäftigung bei IBM kehrte er 1964 als Assistant Professor an die Universität zurück.

## Forschung
Die Anwendung und Weiterentwicklung von Analysetechniken wie LEED revolutionierte in den 1950er und 1960er Jahren die Untersuchung von Oberflächen. Somorjai wandte die Methoden auf Platin-Katalysatoren an, bei denen er erkannte, dass Gitterdefekte mit der katalytischen Aktivität korrelieren. Seine Forschungen hatten auch einen großen Einfluss auf die Entwicklung der Nanotechnologie. Schon in den 1980er Jahren beschäftigte sich Somorjai mit der Summenfrequenzspektroskopie (SFS), die das Studium von Oberflächenreaktionen ohne Vakuumkammer erlaubt. Für seine Forschungen wurde er 1998 zusammen mit Gerhard Ertl mit dem Wolf-Preis ausgezeichnet.
Somorjai wurde als Berater für die Olympischen Winterspiele 2002 engagiert, um die Eislaufoberflächen schneller zu machen. Er hatte Ende der 1960er Jahre festgestellt, dass die Atome an der Oberfläche fester Metalle stärker vibrieren als die im Inneren. Ebenso vibrieren die Moleküle an einer Eisoberfläche stärker als die im Inneren des Eises, so dass Eis auch unterhalb von 0 °C mit einer Schicht flüssigen Wassers bedeckt ist (sog. Oberflächenschmelzen). Früher hatte man angenommen, erst der Druck einer Schlittschuhkufe führe zum oberflächlichen Schmelzen und zur Wasserspur, auf der die Kufe gleitet.
Somorjai veröffentlichte über 1000 Beiträge in wissenschaftlichen Zeitschriften und gab drei Bücher im Bereich der Oberflächenchemie heraus. Er zählt zu den meistzitierten Forschern auf dem Gebiet der Oberflächenchemie und Katalyse.

## Preise und Auszeichnungen
Somorjai erhielt zahlreiche Preise und Auszeichnungen. 1976 wurde er Fellow der American Physical Society. Er wurde in die National Academy of Sciences im Jahr 1979 und in die American Academy of Arts and Sciences im Jahr 1983 gewählt. Er erhielt 1997 den Von Hippel Award und 1998 den Wolf Foundation Prize in Chemistry zusammen mit Gerhard Ertl vom Fritz-Haber-Institut in Berlin.
Weiterhin wurde ihm die National Medal of Science für seine Verdienste um die Entwicklung der modernen Oberflächenwissenschaft und die Begründung der molekularen Basis von vielen Technologien für die Untersuchung von Oberflächen verliehen. Die American Chemical Society sprach ihm den Peter Debye Award in Physical Chemistry und den Adamson Award in Surface Chemistry zu.
2008 erhielt er die Priestley Medal als höchsten Preis der American Chemical Society, für seine „außergewöhnlich kreativen und originellen Beiträge zur Oberflächenchemie und Katalyse“, 2010 den BBVA Foundation Frontiers of Knowledge Awards. 2013 wurde Somorjai mit dem NAS Award in Chemical Sciences ausgezeichnet. Für 2015 wurde ihm die William H. Nichols Medal zugesprochen, für 2020 die Helmholtz-Medaille.
Die American Chemical Society vergibt seit 2002 den Gabor A. Somorjai Award for Creative Research in Catalysis.